# Ортуелья
Ортуелья (баск. Ortuella, ісп. Ortuella) — муніципалітет в Іспанії, у складі автономної спільноти Країна Басків, у провінції Біская. Населення — 8520 осіб (2009).
Муніципалітет розташований на відстані близько 330 км на північ від Мадрида, 11 км на північний захід від Більбао.
На території муніципалітету розташовані такі населені пункти: (дані про населення за 2009 рік)
- Кадегаль: 43 особи
- Носедаль: 201 особа
- Ла-Орконера: 46 осіб
- Ортуелья: 7381 особа
- Тріано: 11 осіб
- Уріосте: 838 осіб

## Демографія
Динаміка населення (INE ):

## Уродженці
- Хуан Антоніо Іпінья (*1912 — †1974) — відомий у минулому іспанський футболіст, півзахисник, згодом — футбольний тренер.

## Галерея зображень

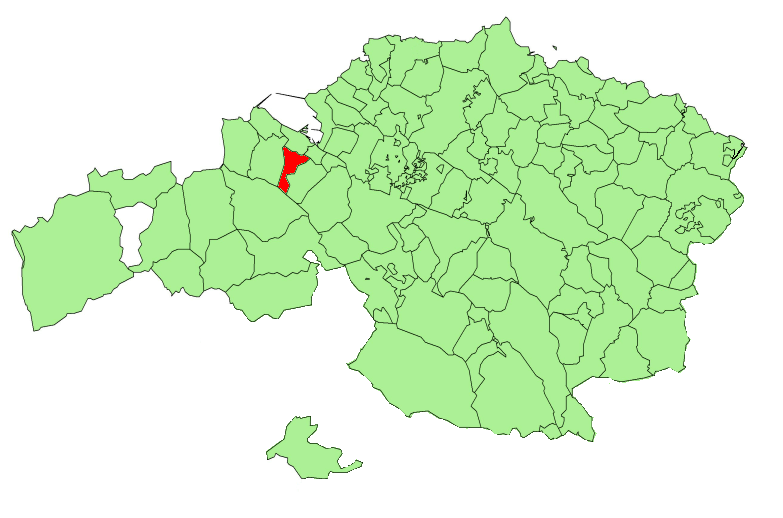
Розташування муніципалітету
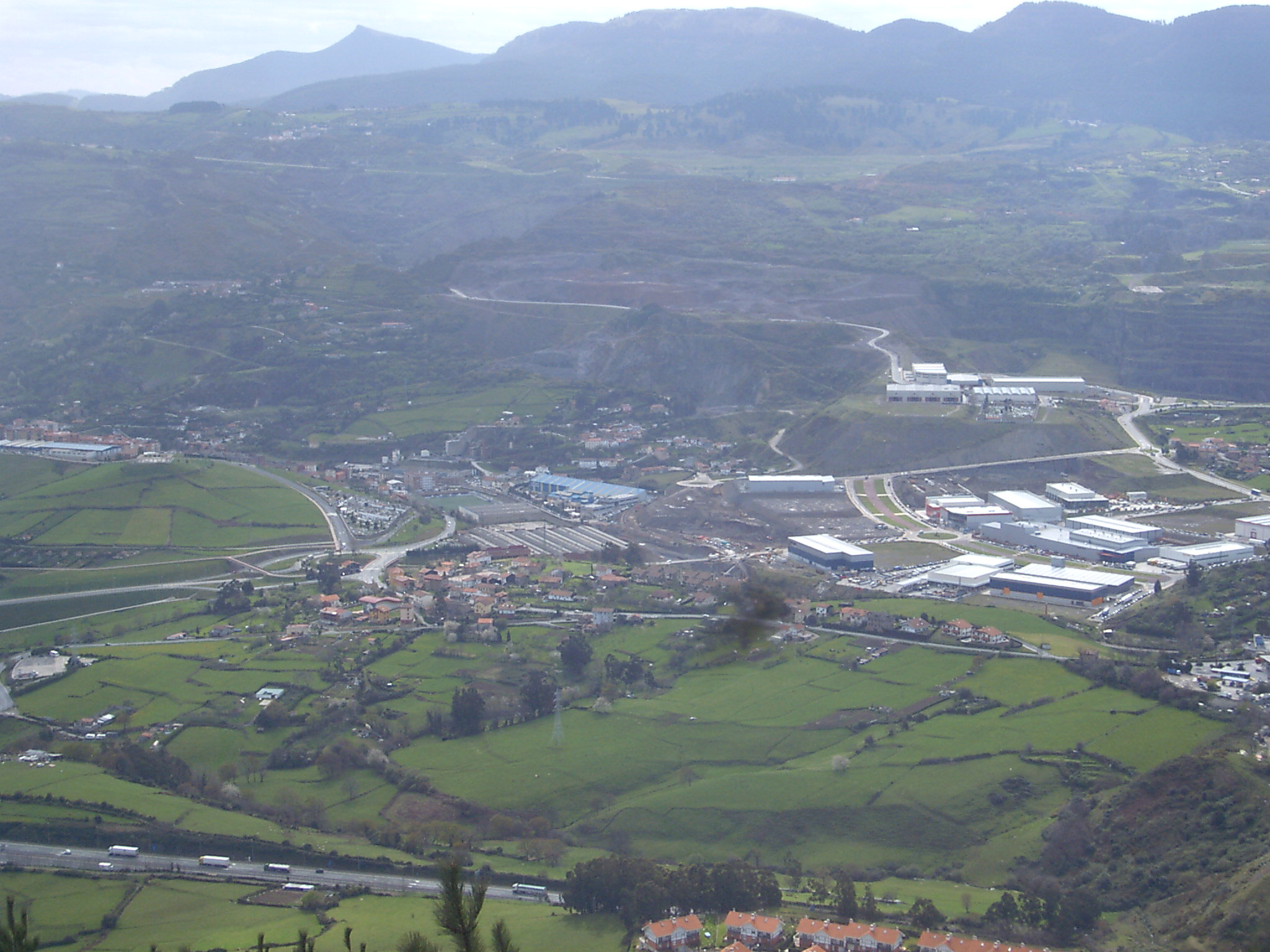
Ортуелья